# 福爾柯克 (英國國會選區)
福爾柯克（英語：Falkirk），英國國會蘇格蘭一郡選區，包括福爾柯克大部。選區始創於1832年，1918年被撤。復設於2005年。
選區恢復後當區議員為工黨的埃里克·喬伊斯。他在2010年大選中以45.7%選票連任。五年後選區落入蘇格蘭民族黨至今。